# Max Stryjek
Maksymilian Stryjek (Varsavia, 18 luglio 1996) è un calciatore polacco, portiere del Jagiellonia.

## Carriera

### Club
Cresciuto nel Polonia Varsavia, nel 2013 si trasferisce in Inghilterra dove entra a far parte del settore giovanile del Sunderland, club all'epoca militante in Premier League.
Nel 2015 viene prestato al Boston Utd in National League North dove colleziona 12 presenze fra febbraio e maggio; dopo un periodo passato nell'Under-23 viene nuovamente ceduto in prestito, questa volta all'Accrington Stanley dove fa il suo esordio fra i professionisti in occasione del match di Football League Two vinto 2-1 contro il Morecambe, dove tuttavia si infortuna dopo soli nove minuti di gioco.
Il 21 settembre 2018 viene prestato all'Eastleigh dove rimane per tre mesi prima di fare ritorno nell'Under-23 del club biancorosso. Rimasto svincolato al termine della stagione, nel luglio 2019 firma un contratto annuale con l'Eastleigh dove giocherà una stagione da titolare con 43 presenze fra campionato e coppa nazionale.
Nel 2020 si accorda con il Livingston con cui firma un contratto triennale.

### Nazionale
Ha giocato nelle nazionali giovanili polacche Under-17, Under-18 ed Under-19.
Nel 2017 viene convocato dalla nazionale Under-21 polacca per prendere parte al campionato europeo di categoria, dove però non collezionerà alcuna presenza.

## Statistiche

### Presenze e reti nei club
Statistiche aggiornate al 31 luglio 2021.
| Stagione        | Squadra            | Campionato      | Campionato | Campionato | Coppe nazionali | Coppe nazionali | Coppe nazionali | Coppe continentali | Coppe continentali | Coppe continentali | Altre coppe | Altre coppe | Altre coppe | Totale | Totale |
| Stagione        | Squadra            | Comp            | Pres       | Reti       | Comp            | Pres            | Reti            | Comp               | Pres               | Reti               | Comp        | Pres        | Reti        | Pres   | Reti   |
| --------------- | ------------------ | --------------- | ---------- | ---------- | --------------- | --------------- | --------------- | ------------------ | ------------------ | ------------------ | ----------- | ----------- | ----------- | ------ | ------ |
| feb.-mag. 2015  | Boston Utd         | FCN             | 12         | 0          | FACup           | 0               | 0               |                    | -                  | -                  | FA Trophy   | 0           | 0           | 12     | 0      |
| 2017-gen. 2018  | Accrington Stanley | FL2             | 1          | 0          | FACup+CdL       | 0               | 0               |                    | -                  | -                  | EFL Trophy  | 2           | -3          | 3      | -3     |
| 2018-gen. 2019  | Eastleigh          | FC              | 13         | -11        | FACup           | 0               | 0               |                    | -                  | -                  | FA Trophy   | 1           | -2          | 14     | -13    |
| 2019-2020       | Eastleigh          | FC              | 37         | -55        | FACup           | 6               | -8              |                    | -                  | -                  | FA Trophy   | 0           | 0           | 43     | -63    |
| 2020-2021       | Livingston         | PL              | 22         | -22        | CS+CdL          | 1+5             | -2;-2           |                    | -                  | -                  |             | -           | -           | 28     | -26    |
| 2021-2022       | Livingston         | PL              | 4          | -9         | CS+CdL          | 0+4             | 0;-3            |                    | -                  | -                  |             | -           | -           | 8      | -12    |
| Totale carriera | Totale carriera    | Totale carriera | 89         | -97        |                 | 16              | -15             |                    | -                  | -                  |             | 3           | -5          | 108    | -117   |